# Bachovitsa
Bachovitsa (Bulgaars: Баховица) is een dorp in Bulgarije. Het is gelegen in de gemeente Lovetsj, oblast Lovetsj en telt 1101 inwoners (2008).
In februari 2012 opende in Bahovitsa de eerste Chinese autofabriek van Europa.